# هوجاماميد هوجاماميجوف
هوجاماميد هوجاماميجوف (مواليد 10 يونيو 1986) هو سبّاح تركمانستاني، مثّل بلاده في الألعاب الأولمبية الصيفية 2004.

## روابط خارجية
هوجاماميد هوجاماميجوف على موقع الاتحاد الدولي للسباحة (الإنجليزية)
- هوجاماميد هوجاماميجوف على موقع أوليمبيديا (الإنجليزية)